# Пидьма (приток Свири)
Пи́дьма — река в России, протекает в Подпорожском районе Ленинградской области. Длина реки — 13 км, площадь водосборного бассейна — 134 км².
На реке у места её впадения в Свирь находится одноимённая деревня Пидьма. Устье реки находится в 157 км по правому берегу реки Свирь.

## Данные водного реестра
По данным государственного водного реестра России относится к Балтийскому бассейновому округу, водохозяйственный участок реки — Свирь без бассейна Онежского озера, речной подбассейн реки — Свирь (включая реки бассейна Онежского озера). Относится к речному бассейну реки Нева (включая бассейны рек Онежского и Ладожского озера).
Код объекта в государственном водном реестре — 01040100712102000012394.